# Calle 180 Este (línea White Plains Road)
La Calle 180 Este (originalmente como la Calle 180 Este–Avenida Morris Park) es una estación en la línea White Plains Road del Metro de la Ciudad de Nueva York. Localizada en el Bronx en la intersección de la Calle 180 Este y la Avenida Morris Park, y es utilizada las por los trenes de los servicios 2 y 5.
Después de West Farms Square–Avenida East Tremont, los trenes del sentido norte giran al este y entra en la curva S hacia la Calle 180 Este. Esta estación tiene dos plataformas centrales y tres vías. El extremo sur de las plataformas cuenta con una plantilla de un puente que permite el acceso de las dos plataformas al patio directamente al oeste. El patrón actual de servicio opera con los trenes en las vías exteriores. La vía central, en la cual puede ser accedido desde ambas parte de la plataforma, y es usado por el servicio expreso 5 durante las horas pico, horas fuera de servicio en el Dyre Avenue Shuttle, servicios cortos, y eventos especiales. Los trenes del shuttle abren sus puertas en ambos lados del tren, algo raro en el sistema de metro de la ciudad de Nueva York.
Hasta principios de los años 1980, la estación de la Calle 180 Este tenía escaleras eléctricas hasta el nivel de la calle vía un mezanine, ahora removido. Una acera bajo las vías muestra donde se encontraba el entre piso original (mezanine).

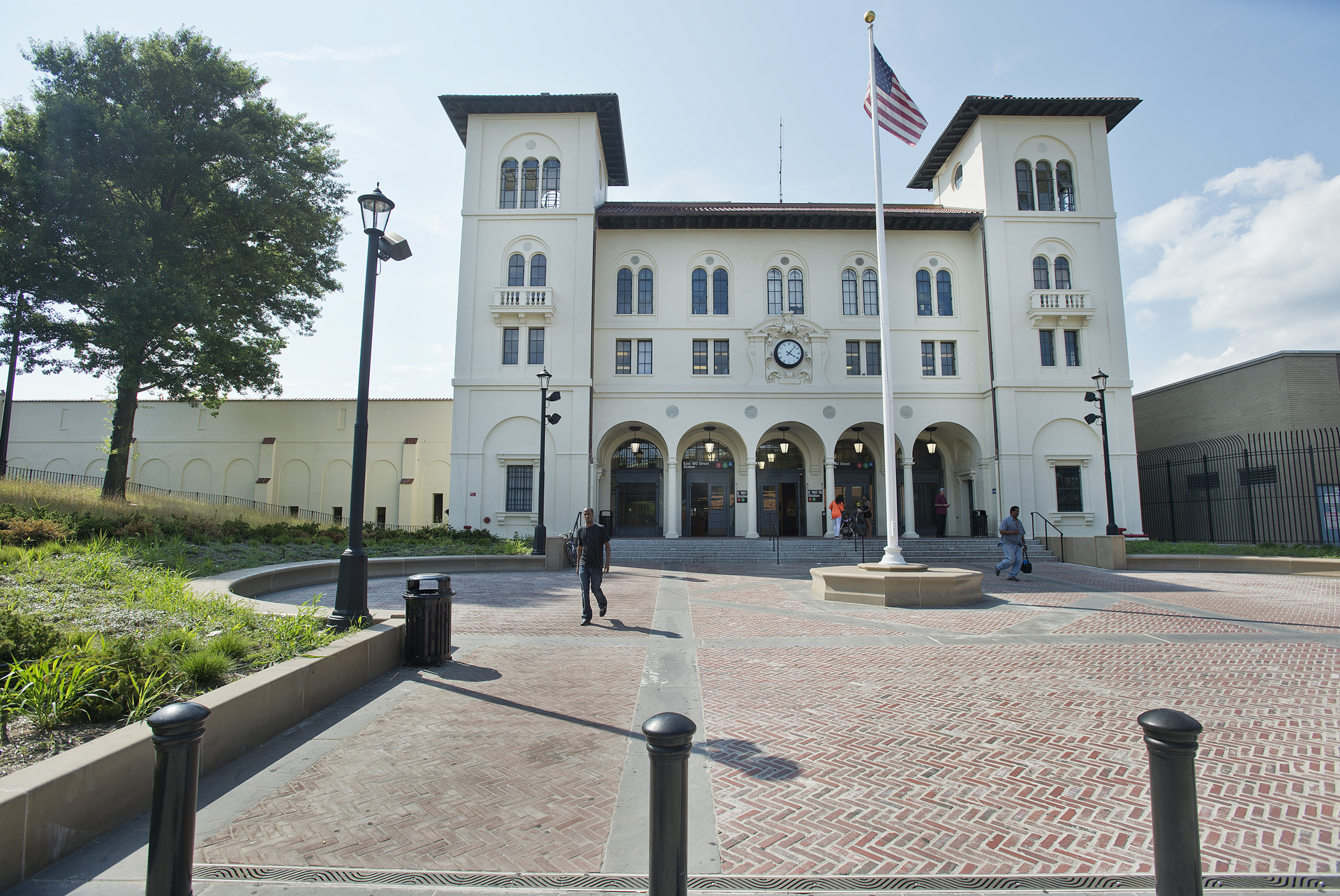
La fachada de la estación.